# Shin'ya Nakano
Shin'ya Nakano (中野 真矢?, Nakano Shin'ya; Chiba, 10 ottobre 1977) è un pilota motociclistico giapponese, ritiratosi dall'attività sportiva alla fine del 2009.

## Carriera
Nel 1998, oltre ad aver vinto il titolo nazionale giapponese di velocità, ha potuto debuttare nel motomondiale con una Yamaha in classe 250. Già al debutto, avvenuto grazie ad una wild card in occasione del GP del Giappone, prima gara della stagione, ottenne il secondo posto al traguardo e anche nel GP d'Australia dello stesso anno si piazzò al quarto posto, ottenendo nella stagione un totale di 33 punti che lo fecero giungere al 19º posto nella classifica generale.

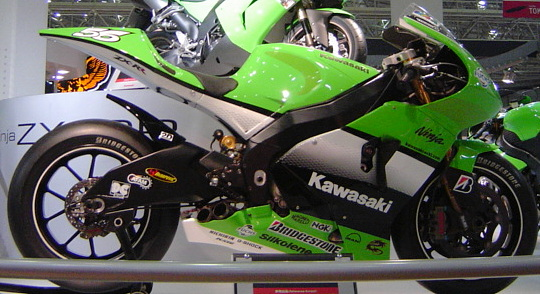
La ZX-RR di Nakano versione 2005.

Nel motomondiale 1999 disputò la stagione intera con una Yamaha YZR 250 del team Chesterfield Yamaha Tech 3, ottenendo la sua prima vittoria al GP di casa e arrivando al 4º posto nella classifica annuale. Nella stagione 2000 arrivò vicino a vincere il titolo nella stessa classe, ma dopo aver condotto quasi completamente l'ultima gara a Phillip Island fu superato da Olivier Jacque sul traguardo, perdendo il titolo per soli 14 millesimi di secondo. Passò in classe 500 nel 2001, sempre con la Yamaha, dove rimase sino al 2003 prima di passare alla Kawasaki, che portò per la prima volta sul podio in MotoGP a Motegi.
Il 6 giugno 2004 durante il Gran Premio d'Italia al Mugello sul lungo rettilineo a 100 metri dalla curva San Donato, è scoppiato lo pneumatico posteriore della sua Kawasaki alla velocità di 330 km/h, facendogli fare un volo incredibile. Il pilota se la cavò con qualche graffio.
Nel 2006 ha corso nel Motomondiale in MotoGP nel team Kawasaki Racing, con Randy de Puniet quale compagno di squadra. Passato nel motomondiale 2007 alla guida di una Honda RC212V del team Konica Minolta Honda, nella stagione 2008 ha corso nel team San Carlo Honda Gresini. Nel 2009 ha corso nel mondiale superbike con la nuova Aprilia RSV4 Factory, come compagno di squadra di Max Biaggi nel team Aprilia Racing. Il 29 ottobre 2009 ha annunciato il suo ritiro dalle corse a causa dei problemi al collo e alla schiena.

## Risultati in gara

### Motomondiale
| 1998 | Classe | Moto   |   |  |  |  |  |  |  |  |  |  |  |  |   |  |  |  |  |  | Punti | Pos. |
| ---- | ------ | ------ | - |  |  |  |  |  |  |  |  |  |  |  | - |  |  |  |  |  | ----- | ---- |
| 1998 | 250    | Yamaha | 2 |  |  |  |  |  |  |  |  |  |  |  | 4 |  |  |  |  |  | 33    | 19º  |

| 1999 | Classe | Moto   |   |   |     |   |   |   |   |   |   |   |   |   |   |   |    |   |  |  | Punti | Pos. |
| ---- | ------ | ------ | - | - | --- | - | - | - | - | - | - | - | - | - | - | - | -- | - |  |  | ----- | ---- |
| 1999 | 250    | Yamaha | 3 | 1 | Rit | 2 | 5 | 4 | 5 | 3 | 4 | 4 | 5 | 4 | 4 | 2 | 15 | 5 |  |  | 207   | 4º   |

| 2000 | Classe | Moto   |   |   |   |    |   |   |   |   |   |   |   |     |   |   |   |   |  |  | Punti | Pos. |
| ---- | ------ | ------ | - | - | - | -- | - | - | - | - | - | - | - | --- | - | - | - | - |  |  | ----- | ---- |
| 2000 | 250    | Yamaha | 1 | 1 | 3 | 15 | 2 | 1 | 3 | 3 | 7 | 3 | 1 | Rit | 1 | 4 | 2 | 2 |  |  | 272   | 2º   |

| 2001 | Classe | Moto   |   |   |   |    |   |   |   |   |   |    |   |   |   |   |   |   |  |  | Punti | Pos. |
| ---- | ------ | ------ | - | - | - | -- | - | - | - | - | - | -- | - | - | - | - | - | - |  |  | ----- | ---- |
| 2001 | 500    | Yamaha | 5 | 4 | 4 | 11 | 8 | 4 | 5 | 6 | 3 | NP | 9 | 7 | 6 | 7 | 4 | 9 |  |  | 155   | 5º   |

| 2002 | Classe | Moto   |     |   |    |    |    |     |   |    |   |     |    |     |    |   |    |   |  |  | Punti | Pos. |
| ---- | ------ | ------ | --- | - | -- | -- | -- | --- | - | -- | - | --- | -- | --- | -- | - | -- | - |  |  | ----- | ---- |
| 2002 | MotoGP | Yamaha | Rit | 8 | 17 | 13 | 11 | Rit | 8 | 10 | 5 | Rit | 12 | Rit | 16 | 6 | 13 | 6 |  |  | 68    | 11º  |

| 2003 | Classe | Moto   |   |    |   |    |   |   |    |   |   |    |    |   |   |   |   |     |  |  | Punti | Pos. |
| ---- | ------ | ------ | - | -- | - | -- | - | - | -- | - | - | -- | -- | - | - | - | - | --- |  |  | ----- | ---- |
| 2003 | MotoGP | Yamaha | 9 | 11 | 8 | 14 | 5 | 5 | 13 | 9 | 7 | 14 | 12 | 8 | 9 | 8 | 7 | Rit |  |  | 101   | 10º  |

| 2004 | Classe | Moto     |    |   |     |     |   |     |   |   |    |    |    |   |     |   |    |   |  |  | Punti | Pos. |
| ---- | ------ | -------- | -- | - | --- | --- | - | --- | - | - | -- | -- | -- | - | --- | - | -- | - |  |  | ----- | ---- |
| 2004 | MotoGP | Kawasaki | 12 | 9 | Rit | Rit | 7 | Rit | 9 | 7 | 15 | 12 | 11 | 3 | Rit | 8 | 12 | 7 |  |  | 83    | 10º  |

| 2005 | Classe | Moto     |   |   |     |   |    |   |   |   |     |   |    |     |     |   |   |    |    |  | Punti | Pos. |
| ---- | ------ | -------- | - | - | --- | - | -- | - | - | - | --- | - | -- | --- | --- | - | - | -- | -- |  | ----- | ---- |
| 2005 | MotoGP | Kawasaki | 5 | 8 | Rit | 8 | 10 | 9 | 8 | 9 | Rit | 6 | 12 | Rit | Rit | 7 | 7 | 10 | 11 |  | 98    | 10º  |

| 2006 | Classe | Moto     |   |    |   |    |    |    |    |   |     |   |     |   |     |   |     |     |   |  | Punti | Pos. |
| ---- | ------ | -------- | - | -- | - | -- | -- | -- | -- | - | --- | - | --- | - | --- | - | --- | --- | - |  | ----- | ---- |
| 2006 | MotoGP | Kawasaki | 7 | 11 | 8 | 10 | 12 | 11 | SQ | 2 | Rit | 6 | Rit | 8 | Rit | 8 | Rit | Rit | 7 |  | 92    | 14º  |

| 2007 | Classe | Moto  |    |    |    |     |     |    |    |    |    |     |    |    |    |    |    |    |    |    | Punti | Pos. |
| ---- | ------ | ----- | -- | -- | -- | --- | --- | -- | -- | -- | -- | --- | -- | -- | -- | -- | -- | -- | -- | -- | ----- | ---- |
| 2007 | MotoGP | Honda | 10 | 10 | 13 | Rit | Rit | 13 | 15 | 14 | 12 | Rit | 12 | 14 | 10 | 11 | 16 | 13 | 16 | 14 | 47    | 17º  |

| 2008 | Classe | Moto  |    |   |    |    |    |   |   |   |   |   |    |   |    |    |   |   |   |   | Punti | Pos. |
| ---- | ------ | ----- | -- | - | -- | -- | -- | - | - | - | - | - | -- | - | -- | -- | - | - | - | - | ----- | ---- |
| 2008 | MotoGP | Honda | 13 | 9 | 10 | 10 | 10 | 9 | 9 | 9 | 8 | 9 | 10 | 4 | 12 | 17 | 8 | 5 | 5 | 7 | 126   | 9º   |

| Legenda | 1º posto        | 2º posto            | 3º posto            | A punti      | Senza punti        | Grassetto – Pole position Corsivo – Giro più veloce |
| Legenda | Gara non valida | Non qual./Non part. | Ritirato/Non class. | Squalificato | '-' Dato non disp. | Grassetto – Pole position Corsivo – Giro più veloce |

### Campionato mondiale Superbike
| 2009 | Moto    |    |    |   |   |    |    |     |    |    |    |   |   |     |   |   |    |   |     |     |    |     |    |     |     |     |     |     |     | Punti | Pos. |
| ---- | ------- | -- | -- | - | - | -- | -- | --- | -- | -- | -- | - | - | --- | - | - | -- | - | --- | --- | -- | --- | -- | --- | --- | --- | --- | --- | --- | ----- | ---- |
| 2009 | Aprilia | 15 | 12 | 4 | 7 | NP | NP | Rit | NP | 13 | 12 | 7 | 7 | Rit | 7 | 9 | 13 | 6 | Rit | Rit | 13 | Rit | NP | Inf | Inf | Inf | Inf | Inf | Inf | 86    | 14º  |

| Legenda | 1º posto        | 2º posto            | 3º posto           | A punti      | Senza punti        | Grassetto – Pole position Corsivo – Giro più veloce |
| Legenda | Gara non valida | Non qual./Non part. | Ritirato/Non class | Squalificato | '-' Dato non disp. | Grassetto – Pole position Corsivo – Giro più veloce |